# Gasteracantha mengei
Gasteracantha mengei là một loài nhện trong họ Araneidae.
Loài này thuộc chi Gasteracantha. Gasteracantha mengei được Eugen von Keyserling miêu tả năm 1864.